# توماس لينش الابن
توماس لينش الابن (بالإنجليزية: Thomas Lynch Jr.)‏ (و. 1749 – 1779 م) هو سياسي من المملكة المتحدة.
توفي في المحيط الأطلسي، عن عمر يناهز 30 عاماً.

## التعليم
تعلم في كلية إيتون.